# ノエビアホールディングス
株式会社ノエビアホールディングス（英語：Noevir Holdings Co., Ltd.）は、化粧品メーカーの株式会社ノエビアや医薬品・健康食品メーカーの常盤薬品工業株式会社等を傘下に収める持株会社である。

## 概要
訪問販売での化粧品に強みを持つ株式会社ノエビアを中心とした「ノエビアグループ」は化粧品・医薬品・食品を事業展開しているが、市場の変化や取り巻く環境の変化が急速に進んでおり、消費者ニーズにとらえた商品開発やマーケティングを強化することが重要な課題であった。
そこで、ノエビアグループの持つ経営資源を最大限に活用できるようにこれまでノエビアで行っていたグループ経営の機能と事業推進の機能を明確に分離することで企業価値を最大限に発揮し、コーポレート・ガバナンスやグループ戦略機能の強化を目的にノエビアからの単独株式移転により持株会社である当社を設立することとなった。
当初は当社設立前の組織をそのまま継続していたため、ノエビアが当社の子会社、ノエビアの子会社が当社の孫会社という関係であったが、設立から3ヶ月が経過した2011年6月に組織再編を実施し、これまでノエビアの子会社（当社の孫会社）だった常盤薬品工業株式会社、株式会社ボナンザ、株式会社ノエビア アビエーションの3社を現物配当により子会社化した。
なお、当社は兵庫県のほかに東京都中央区にも本社（東京本社）を構えている。

## 沿革
- 2011年
  - 3月22日 - 株式会社ノエビアの株式移転により株式会社ノエビアホールディングスを設立。すでに上場を廃止していた株式会社ノエビアに替わり、当社が東京証券取引所市場第二部に上場[1]。
  - 3月23日 - "N"をモチーフにした「ノエビアグループ」のコーポレートロゴを導入[2]。
  - 6月23日 - 子会社のノエビアからノエビアの子会社3社（常盤薬品工業株式会社・株式会社ボナンザ・株式会社ノエビアアビエーション）を現物配当により株式を取得し子会社化[3]。
- 2012年8月31日 - 東京証券取引所市場第一部銘柄に指定される[4]。
- 2014年7月1日 - 日本国内における格安航空会社（LCC）の一つであるエアアジア・ジャパン株式会社に出資したことを発表。当社からの出資比率は9%で、非持分法適用会社となる[5]。
- 2015年5月17日 - エアアジア・ジャパンにて株主構成が変更となる。その為、出資率が9%から18%に変更となった。
- 2020年11月17日 - 出資先のエアアジア・ジャパンが自己破産を申請し、翌年の2021年2月24日に東京地方裁判所から破産手続き開始決定を受けた。

## 国内グループ会社
- 株式会社ノエビア（完全子会社）
  - 株式会社ノエビアツーリスト
  - 株式会社ノエビアアビエーション
- 常盤薬品工業株式会社（完全子会社）
  - 株式会社常盤メディカルサービス
- 株式会社ボナンザ（完全子会社）